# Hoher Atlas

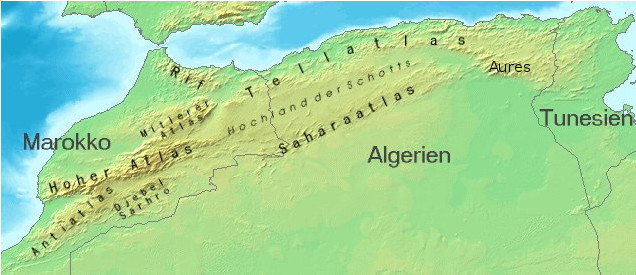
Das gesamte Atlasgebirge topografisch und politisch

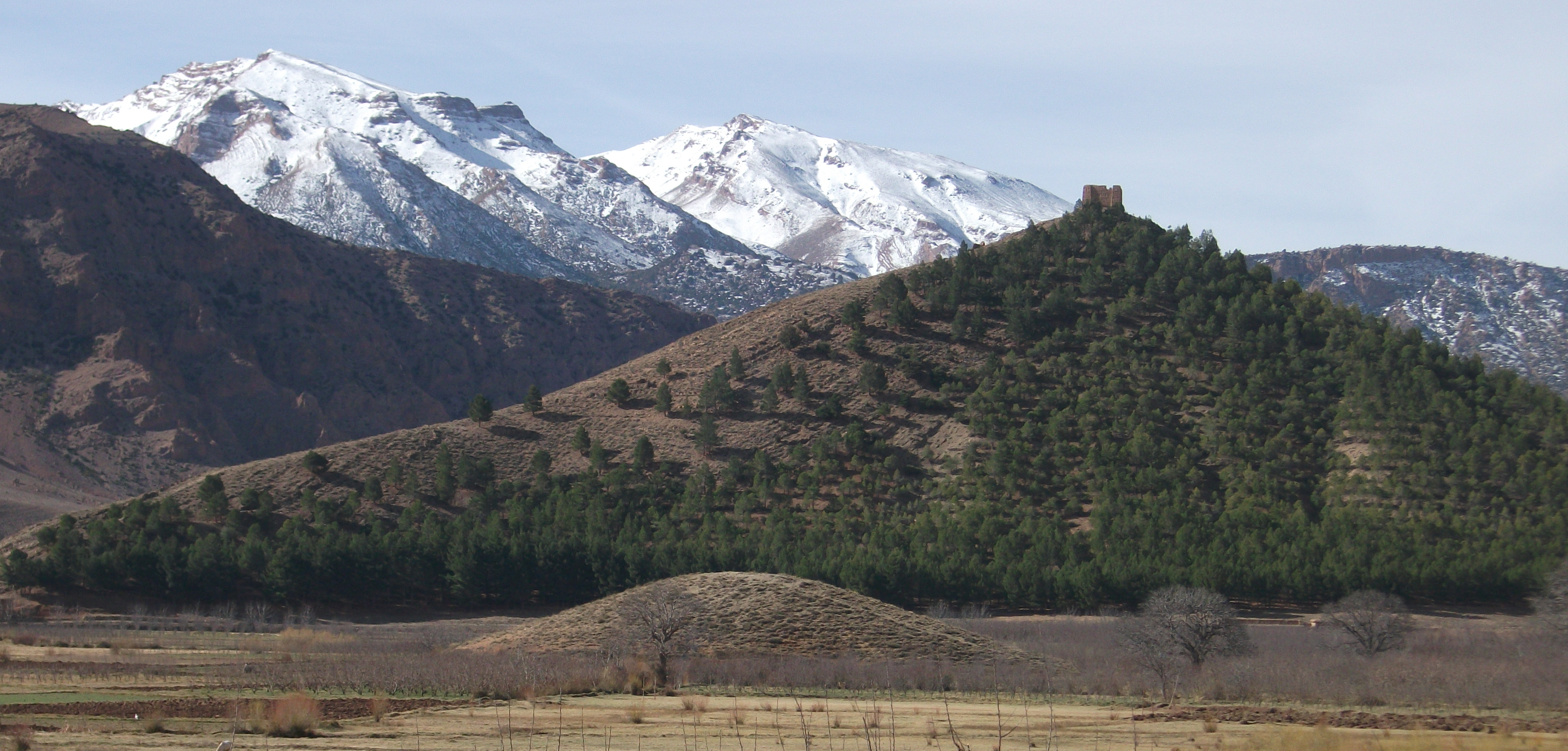
Hoher Atlas (Nordseite) bei Timit im Aït Bougoumez-Tal – der auf der Bergkuppe thronende Agadir Sidi Chems ist nur noch in Ruinen erhalten.

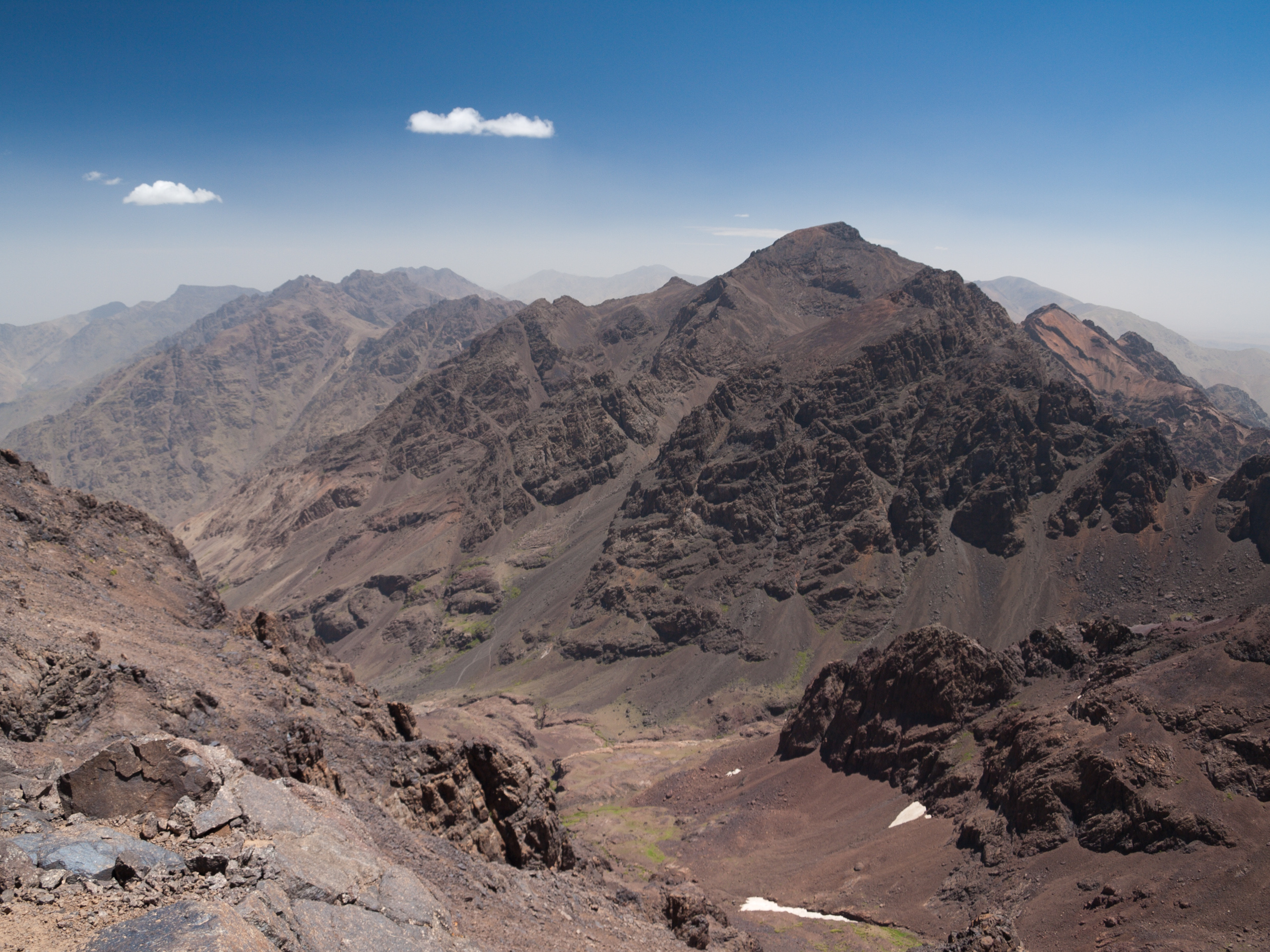
Toubkal-Massiv vom Jbel Afella aus gesehen

Der Hohe Atlas (arabisch الأطلس الكبير, DMG al-Aṭlas al-kabīr) im Süden Marokkos ist die höchste Gebirgskette des Atlas. Östlich schließen sich der Tellatlas und der Sahara-Atlas an, die größtenteils zu Algerien gehören.

## Geographie
Der Hohe Atlas erhebt sich vom Westen an der Atlantikküste in östliche Richtung bis vor die marokkanisch-algerische Grenze, wo er noch Höhen von 2500 m erreicht. Weiter östlich werden Höhen von 2000 m nur selten überschritten. Zum Atlantik wie südwestlich zur Souss-Ebene hin fällt er steil ab und bildet einen eindrucksvollen Kontrast zur Küste bzw. dem Antiatlas. Zum Norden hin, Richtung Marrakesch, fällt er weniger abrupt ab. Er ist die west-östlich verlaufende Wetterscheide Marokkos gegen die saharischen Klimaeinflüsse, die besonders im Sommer stark abgemildert werden.
In Marokko bildet der Hohe Atlas die Grundlage für eine Vielzahl von Flusssystemen und damit auch für große landwirtschaftliche Regionen südlich des Gebirges (Souss-Ebene), aber noch mehr Richtung Norden (Tadla-Ebene).
Der höchste Gipfel, der Toubkal, erreicht 4167 m. Der zweithöchste Berg, der Jbel Ouanoukrim liegt nur 5 km (Luftlinie) entfernt und erreicht 4089 m. Etwa 170 km weiter ostnordöstlich liegt das langgestreckte M'Goun-Massiv mit einer Maximalhöhe von 4071 m. In den Hochlagen fällt regelmäßig Schnee, der bis in das Frühjahr hinein liegen bleibt und Wintersportmöglichkeiten eröffnet (z. B. in Oukaïmeden).

## Sehenswürdigkeiten
Abstecher von der Straße über den Tizi n’Tichka-Pass (2260 m) führen nach Ait Benhaddou mit seinen Wohnburgen aus Lehm (Tighremts) und weiter über eine inzwischen asphaltierte einspurige Straße nach Tazlaft (Höhlenspeicher) und Anemiter nach Telouet (Kasbah des El Glaoui). Der sehenswerte Agadir  (Speicherburg) von Igherm n'Ougdal befindet sich unmittelbar an der Hauptstrecke.
Die spektakuläre, aber wegen häufigen Erdrutschen nicht ganz ungefährliche Straße über den Tizi n’Test-Pass (2093 m) passiert den jenseits eines Bergbaches gelegenen kleinen Ort Tinmal mit der auch für Touristen zugänglichen Moschee aus almohadischer Zeit (ca. 1153/54).
In die Nordflanke des Hohen Atlas (südlich von Beni Mellal) sind viele fruchtbare Täler eingebettet (u. a. das Ourika-Tal, das Aït Bougoumez-Tal, das Ahansal-Tal und das Anergui-Tal). Hier haben sich etliche Agadire (vgl. Timit) sowie eine sehr traditionelle Lebensweise der ansässigen Berberstämme erhalten.
Auf der verkehrstechnisch und touristisch eher erschlossenen Südseite liegt die spektakuläre Schlucht des Dadès (nördlich von Boumalne Dadès) mit ihren urtümlichen Wohnburgen (Tighremts) (z. B. Aït Arbi, Aït Youl). Weiter östlich durchschneidet das Flüsschen Todra (oder Todghra) das Felsgebirge und bildet die landschaftlich eindrucksvolle Schlucht gleichen Namens (nördlich von Tinghir); im weiteren Verlauf säumen zahlreichen Dattelpalmenoasen das meist ausgetrocknete Flussbett.

## Trekking
In vielen Orten auf beiden Seiten der Gebirgskette werden von lokalen Veranstaltern beinahe ganzjährig Wander- und Trekkingtouren angeboten. Fast das ganze Jahr über können auch der Jbel Toubkal (4167 m) und der Jbel M’Goun (4071 m) bestiegen werden. Eine dreitägige Bergwandertour führt von Imlil nach Setti Fatma im Ourika-Tal.

## Mineralien
Unter Mineralienliebhabern ist der Hohe Atlas als Fundort für seltene Mineralien bekannt. In kleinen Verkaufsständen links und rechts der Passstraßen werden Mineralien aller Art (darunter auch Fälschungen) feilgeboten.

## Galerie

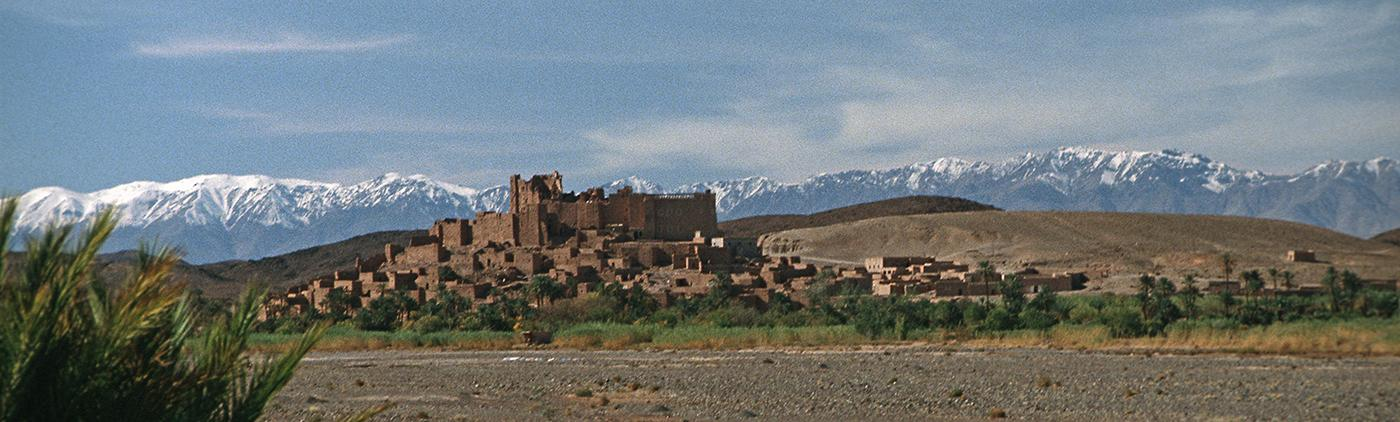
Dadès-Tal
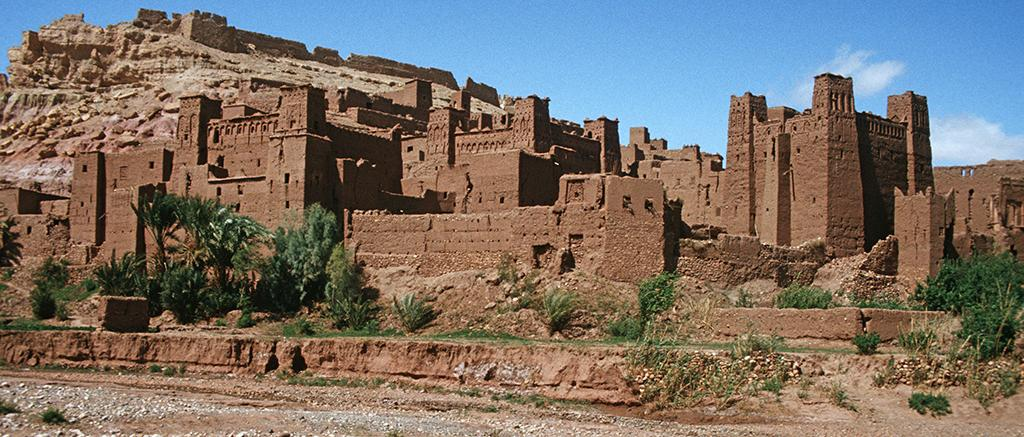
Aït Benhaddou
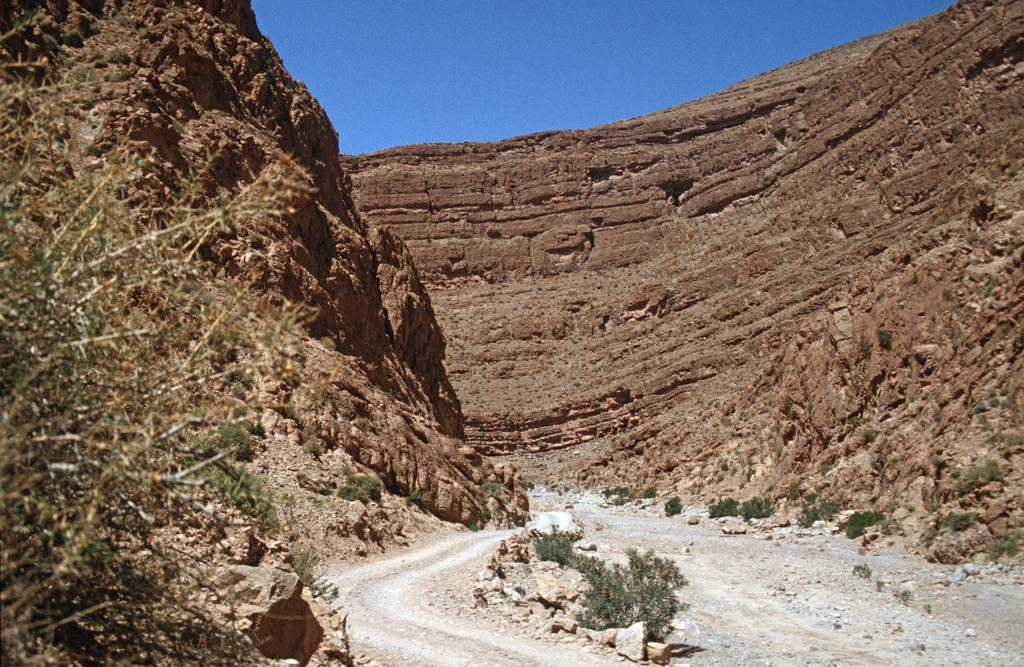
Schlucht des Todra
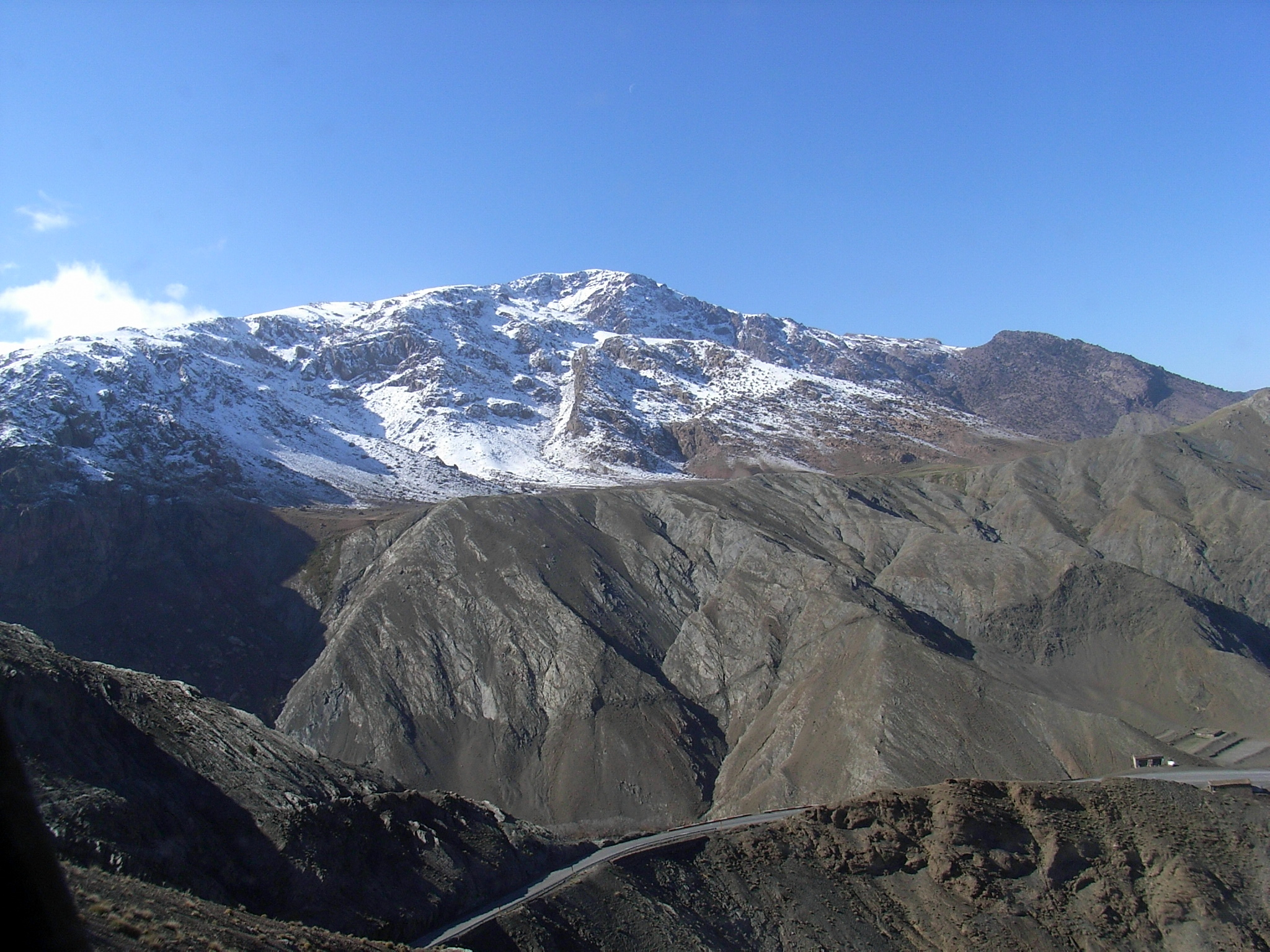
Passstraße im Hohen Atlas